# Lidingövägen
Lidingövägen est une rue du quartier Gärdet de Stockholm en Suède,.

## Situation
La Lidingövägen relie Sturegatan au stade olympique de Stockholm et au pont Lidingöbron à Ropsten.
La rue faisait partie de la route européenne 20 et de la route comtale 277 avant l'ouverture de Norra Länken. 
La rue forme la frontière de trois quartiers de la ville. 
À l'est de toute la rue se trouve Ladugårdsgärdet. 
Au nord-nord-ouest de la rue se trouve Hjorthagen. À l'ouest de la rue se trouve Norra Djurgården.
Le long de Lidingövägen se trouvent plusieurs installations sportives telles que le stade olympique de Stockholm, l'Östermalm IP et le Kungliga tennishallen. 
Le marathon de Stockholm part de Lidingövägen. 
Les bâtiments militaires dominent la partie sud de la rue, comme la caserne de cavalerie de la Garde royale (sv) et le Quartier général des Forces armées suédoises. 
Depuis le 30 novembre 2014, Lidingövägen est reliee au Norra länken à Värtahamnen. 
À l'intersection avec Tegeluddsvägen se trouve l'ancienne maison Philips Philipshuset, siège depuis 2006 du tribunal du comté de Stockholm (sv).

## Galerie

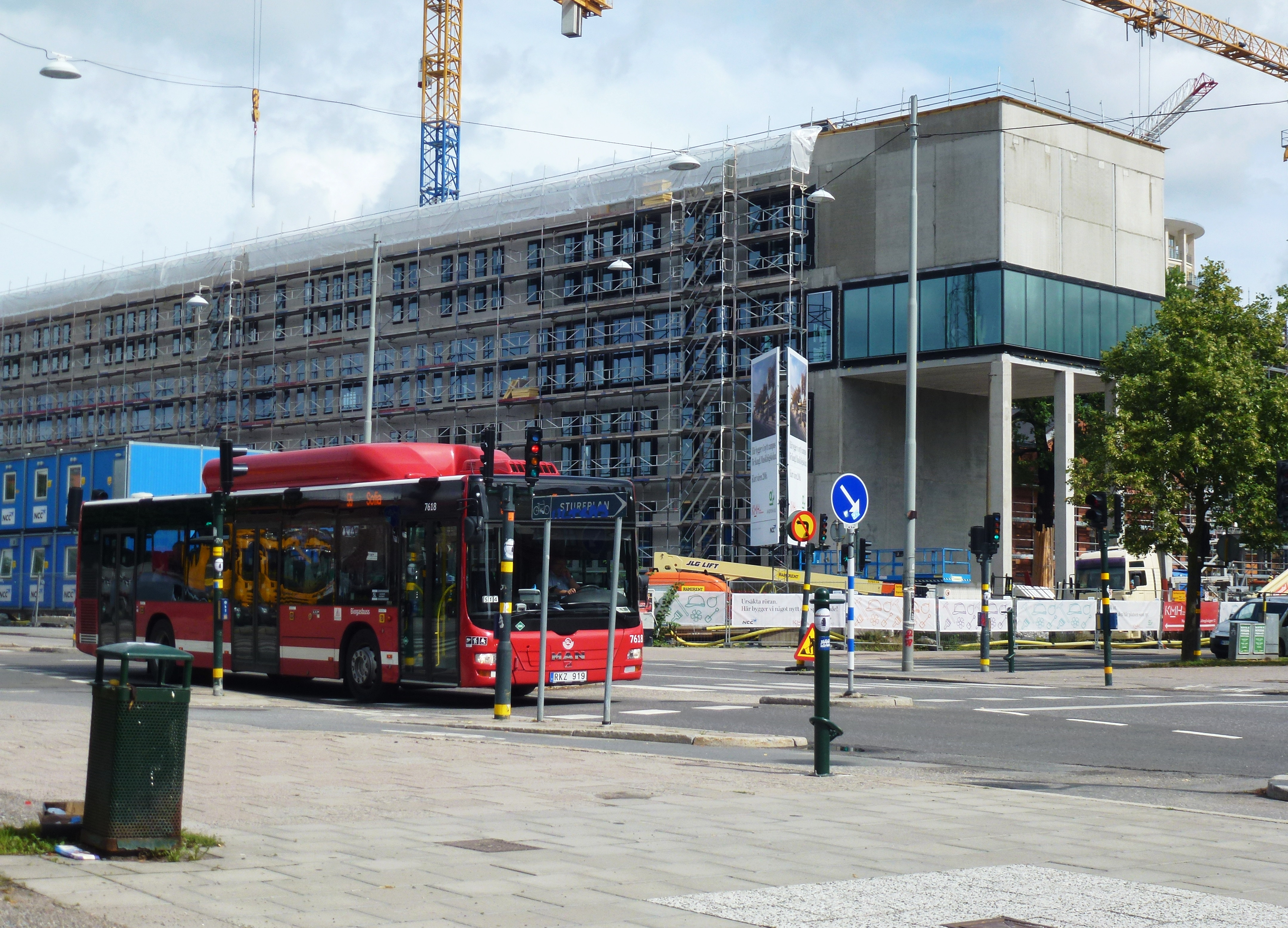
Lidingövägen et l'école supérieure de musique.
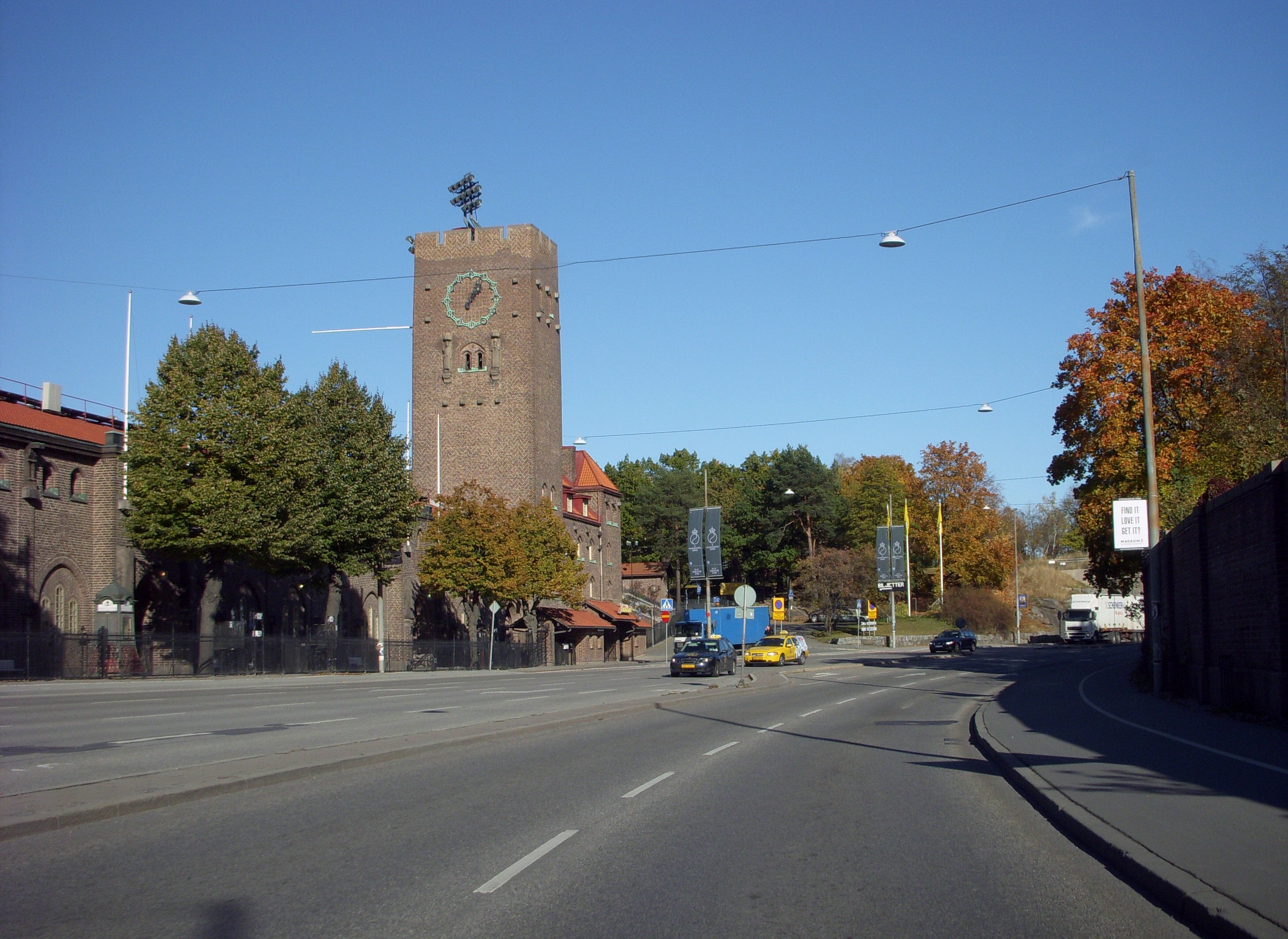
Lidingövägen au stade olympique.
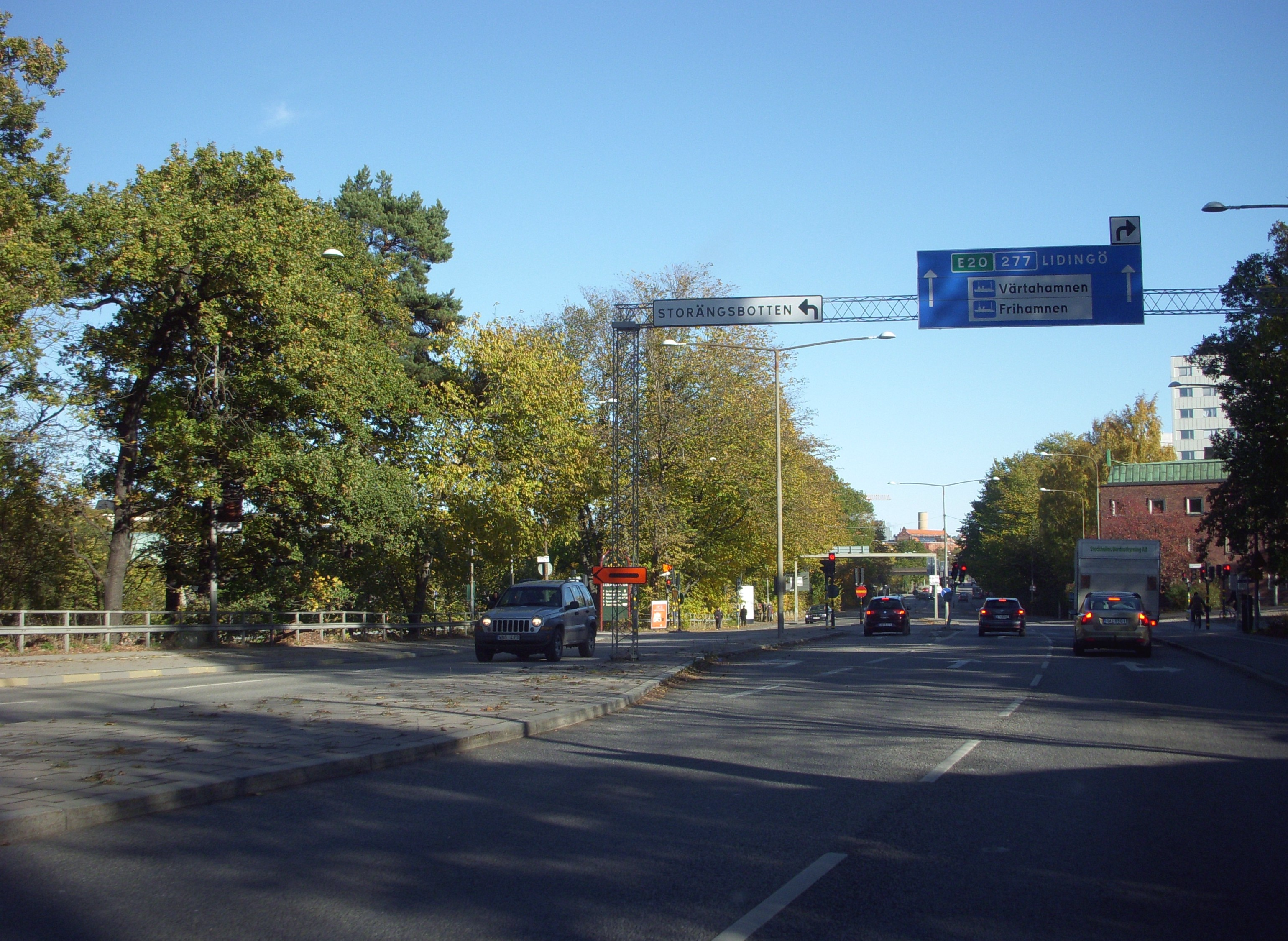
Lidingövägen à Storängsbotten.
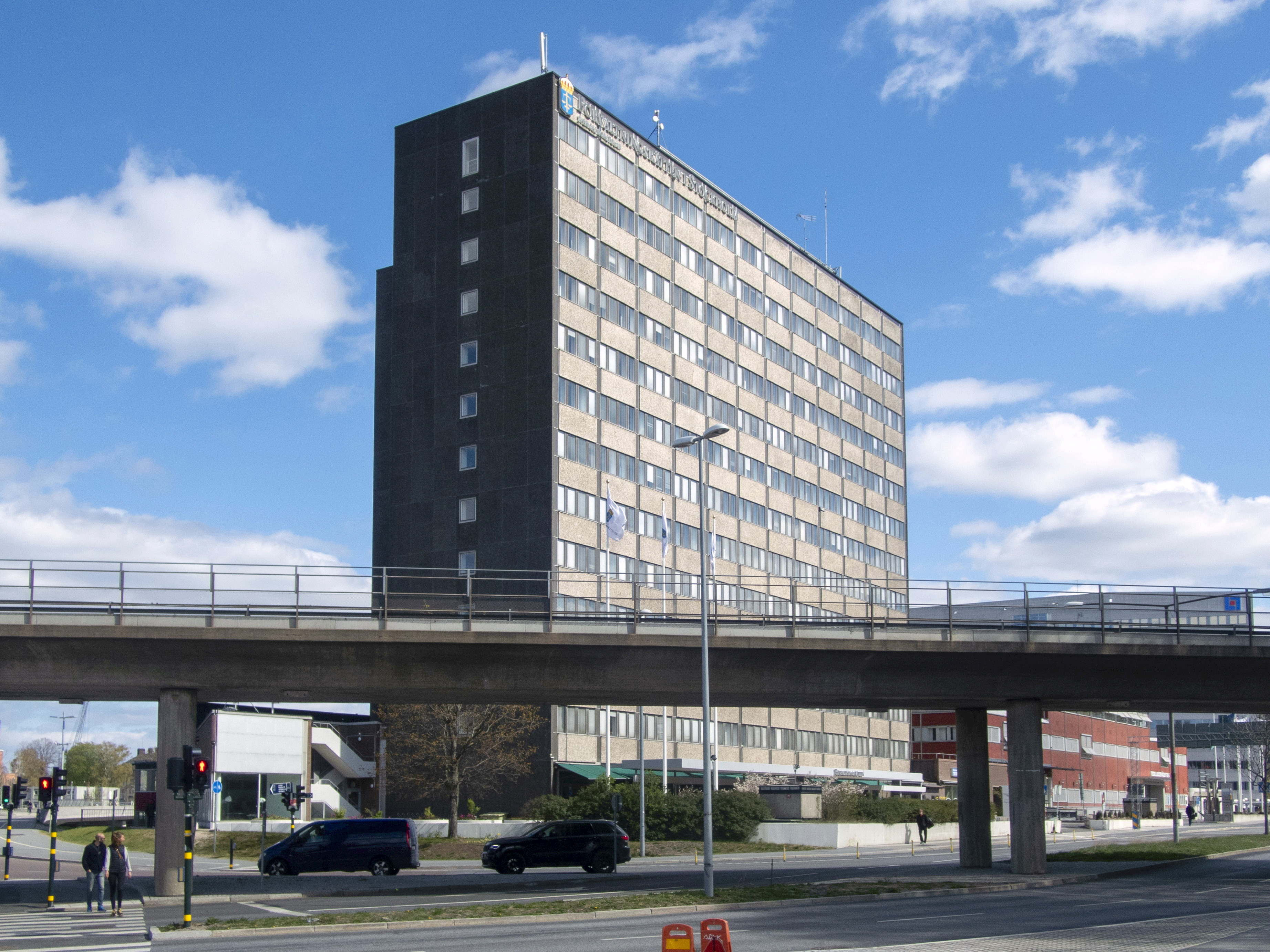
Lidingövägen et Tegeluddsvägen.